# Concili de Narbona del 791
El concili de Narbona del 791 fou una reunió de bisbes feta a Narbona l'any 791 per condemnar l'heretgia de l'adopcionisme.
Tarragona havia estat destruïda pels sarraïns i les esglésies que en depenien foren agregades, segons el costum de l'època al metropolità més proper que en aquest cas era Narbona. Entre les esglésies que van passar a aquesta jurisdicció hi havia la d'Urgell. El papa Adrià I va demanar a l'arquebisbe Daniel de reunir un concili per condemnar l'adopcionisme. El concili es va celebrar a l'església metropolitana dels sants Just i Pastor al mes de juny del 23è any de regnat de Carlemany (791) si bé el fragment que resta de les actes està datat el 788 però aquest no correspon al 23è de Carlemany i a més se li dona el títol d'emperador que no tenia, de manera que cal suposar que és una falsificació o intercalació. Entre els subscriptors hi havia 26 bisbes de diverses províncies i els dels procuradors dels bisbes absents. la presidència la va tenir Daniel de Narbona i estava present Elipand bisbe d'Arle. Entre els bisbes es trobaven Harmond o Arimond d'Usès, Hispici de Carcassona, Wittering de Nimes, Just d'Agde, Weneduri d'Elna i Joan de Magalona. Ulfagari de Besiers va enviar com a delegat a Ricimer; Lodeva no hi va assistir ni amb el bisbe ni amb procurador, potser per estar la seu vacant. Arric (Arrichus) de Tolosa hi va assistir;
la seva església se suposava dependent de l'arquebisbe de Bourges, però la seva presència podia indicar un canvi de jurisdicció; aquest canvi, produït ben segur després del 817 quan Septimània va passar a França sent segregada del Regne d'Aquitània, i mantingut el segle ix i part del X podria haver-se fet efectiu ja abans. També hi va estar present el bisbe Fèlix d'Urgell, un dels acusats de difondre l'heretgia; com bisbes catalans hi havia també Adaulf de Girona i Servus Dei de Barcelona. Hi havia també bisbes de les províncies de Vienne i d'Arle, d'Ais, d'Embrun, de Bordeus i d'Eauze. Els únics metropolitans eren els de Narbona i Arle. Al concili hi va assistir un comissari reial (missus dominicus) de nom Desideri.
Sens dubte l'activitat de Fèlix fou objecte principal de debat però no consta quines decisions es van prendre, ja que només es disposa d'un fragment de les actes. Segurament el seu "error" fou proscrit. Si aquesta vegada va abjurar les seves creences fou per poc temps, doncs repetidament consta després com a defensor de l'adopcionisme. Segurament la gran assistència al concili amb bisbes d'Aquitània i de les províncies més enllà del Roine fou deguda a la conveniència que la condemna de Fèlix no fos limitada als bisbes de la seva pròpia província, tot i que aquests ja eren suficients doncs l'adopcionisme ja havia estat condemnat pel concili d'Efes, doncs segons les antigues normes dels concilis de Toledo les grans disputes teològiques havien de ser conegudes pels bisbes de diverses províncies per prendre decisions vàlides.
Un altre tema fou els límits de les diòcesis: Weneduri, bisbe d'Elna, reclamava estendre la seva jurisdicció al Rasès o a part d'aquest comtat (el Capcir que s'estenia cap al Conflent i el Roselló); el bisbe de Besiers Ulfagari reclamava territoris de la diòcesi de Narbona a l'entorn del riu Orb; Daniel va recórrer al testimoni dels bisbes d'Agde i de Nimes i del comte d'Amicus o Amic de Magalona (únic document que l'esmenta) que van testimoniar que tot el Rasès era de la diòcesi de Narbona i que aquesta s'estenia del costa del riu Orb tan lluny com el comtat de Narbona; els bisbes d'Elna i Besiers no van obtenir satisfacció en les seves reclamacions. Posteriorment alguns successors de Daniel es van anomenar "arquebisbes de Narbona i Rasès".
Quant al bisbat d'Ausona, ciutat que havia estat destruïda pels musulmans quan van conquerir el Regne visigot, els clergat de la zona, després de la conquesta de Narbona pels francs el 759, es van posar pocs anys després, voluntàriament, sota l'autoritat de l'arquebisbe de Narbona. En el concili l'arquebisbe va demanar la confirmació d'aquesta dependència que li fou acordada i l¡'antiga diòcesi va passar a domini immediat de l'arquebisbe (el bisbat d'Ausona o Vic no va quedar restaurat fins molts anys després).